# Telmo Semperena
Telmo Semperena Oyarzabal, né le 30 novembre 2001, est un coureur cycliste espagnol. Il participe à des compétitions sur route et sur piste.

## Biographie
En juin 2021, il devient champion d'Espagne de l'américaine à Palma, aux côtés d'Illart Zuazubiskar,.

## Palmarès sur piste
- 2019
  - 2e du championnat d'Espagne de l'américaine juniors
- 2020
  -  Champion d'Espagne de la course à l'élimination espoirs
- 2021
  -  Champion d'Espagne de l'américaine (avec Illart Zuazubiskar)